# Théophile d'Antioche
Pour les articles homonymes, voir Théophile.
Théophile fut, au IIe siècle, le septième évêque de l'Eglise d'Antioche.
Il est connu par quelques notices anciennes, ainsi que par le seul de ses traités — une apologie — qui a été préservé : le Traité à Autolycus. De tous les apologètes du IIe siècle dont les textes ont été conservés (Aristide, Justin le Philosophe, Tatien, Athénagore), Théophile est un des seuls à avoir été évêque avec Méliton de Sardes.

## Biographie
Théophile semble être originaire d'Assyrie, comme Tatien, mais sa langue et tout son arrière-plan sont grecs. C'était probablement un païen, moyennement cultivé, mais que la lecture ne rebutait pas. De toutes les disciplines intellectuelles, il n'y a guère que l'Histoire pour laquelle il manifeste de l'intérêt. Il n'a que peu d'attrait (voire du dédain) pour les sciences et la philosophie, et les mythes du paganisme ne le satisfaisaient pas.
C'est après avoir lu « les écrits sacrés des saints prophètes » qu'il a été convaincu et est devenu chrétien. Où se fit ce premier contact ? Il n'est pas exclu qu'il ait fréquenté une synagogue avant d'intégrer l'Église : un certain nombre de ses exégèses portent la marque des questions débattues dans le judaïsme de cette époque. Peut-être est-ce à ce moment qu'il prit le nom de Théophile (Θεόφιλος, « aimé par Dieu »).
À une époque où être qualifié de chrétien, c'est tout à la fois subir une injure et être accusé de crime, c'est avec fierté que Théophile revendique son appartenance.
À la suite de circonstances dont on ignore tout, il devient évêque de l'Église d'Antioche, succédant à Éros vers 169. Maximin lui aurait succédé vers 177 ou 178. Toutefois, dans le Traité à Autolycus, il mentionne la mort de Marc Aurèle, qui eut lieu en 180. On le suppose mort en 183 ou 185.
Compté au nombre des saints, il est fêté le 13 octobre dans l'Église catholique, et le 6 décembre dans l'Église orthodoxe.

## Œuvres
Théophile est l'auteur de plusieurs ouvrages, dont on ne connaît pour la plupart que le titre qui est transmis par Eusèbe de Césarée ou Jérôme de Stridon.
Ouvrages mentionnés par Eusèbe et Jérôme
- le Traité à Autolyque, apologie en trois livres. C'est le seul texte de Théophile à avoir été préservé. Lactance le cite également dans les Institutions divines (I. 23) ;
- le traité contre Marcion ;
- un traité contre Hermogène, dans lequel, au témoignage d'Eusèbe, Théophile utilise des citations de l'Apocalypse de saint Jean ;
- des livres d'enseignement pour l'Église.

Ouvrages mentionnés par Jérôme seul
- un commentaire du Livre des Proverbes de Salomon ;
- un commentaire des Évangiles. Jérôme évoque encore ce texte dans la préface de son commentaire sur saint Matthieu, ainsi que dans sa lettre 121 (À Algasia) dans laquelle il donne l'interprétation de Théophile sur la parabole de l'économe infidèle. Il est possible par ailleurs que le commentaire de Théophile n'ait pas suivi l'ordre de chaque Évangile, mais qu'il ait regroupé les péricopes[11].

Ouvrages mentionnés par Théophile lui-même
- Le traité Sur les Histoires. Dans le Traité à Autolycus, Théophile fait à trois reprises référence à des explications qu'il a donné ailleurs[12]. Une fois au moins, il mentionne explicitement ce traité « de l'Histoire » (À Autol. II. 30).

Autres
- on a cru, au XVIe siècle, avoir retrouvé le « commentaire allégorique » de Théophile sur les Évangiles. C'est en fait un florilège latin, qui reprend des commentaires divers, sans suivre l'ordre des Évangiles. On y trouve effectivement le commentaire de l'intendant malhonnête cité par Jérôme, mais aussi des commentaires d'autres auteurs plus tardifs. La paternité de l'ouvrage par Théophile est aujourd'hui totalement exclue ;
- par ailleurs, Jean Malalas, dans sa Chronographie (X, p. 252) cite un « sage Théophile le Chronographe » à propos d'une chronique des évêques d'Alexandrie et d'Antioche. S'agirait-il de Théophile d'Antioche ? Malgré le goût prononcé de Théophile pour les chronologies, l'identification n'est pas assurée.

## LeTraité à Autolycus(vers 170-177)

### Préambule
De tous les écrits de Théophile, le Traité à Autolycus, une apologie, est le seul qui ait été conservé, de sorte que son auteur — écrivain varié — a reçu le qualificatif d'« apologiste ». Toutefois, même si le prétexte à ce traité est semblable à celui de l'Octavius de Minucius Félix, ou au Dialogue avec Tryphon de Justin, l'apologie de Théophile se distingue nettement de ces deux ouvrages, tant par la manière d'aborder le sujet, que par les « lacunes » de son argumentation.
Un « ami » païen nommé Autolycus lui ayant vanté la gloire des dieux et de leurs statues, et lui reprochant vigoureusement de se dire chrétien, Théophile répond par un trois livres successifs. Son objectif est de démontrer que la foi des chrétiens en un Dieu invisible, irreprésentable, n'est pas une innovation déraisonnable, mais s'appuie au contraire sur une sagesse de la plus haute antiquité, ayant sa source en Dieu même. Aussi va-t-il s'employer à présenter ce Dieu créateur de l'univers, sage législateur de l'humanité en se fondant sur des écrits qui ne sont ni récents, ni légendaires (III. 1 ; cf. III. 16).
L'apologie se compose de 3 livres que l'on peut schématiser comme suit :
- Livre 1 : « Le Dieu des chrétiens » ;
- Livre 2 : « Supériorité des auteurs sacrés sur les profanes » ;
- Livre 3 : « Antériorité des Livres sacrés sur les auteurs profanes ».

### Contenu
Le Traité à Autolycus n'est pas constitué d'exposés systématiques, et les différents thèmes se retrouvent épars tout a long de ces écrits.
Théophile écrit à une époque où le langage théologique des chrétiens n'a pas encore pris sa forme définitive : les grandes synthèses de Nicée et Chalcédoine sont encore à venir. Toutefois, on notera que si certaines des expressions qu'il emploie (par exemple « Dieu, le Verbe et la Sagesse ») ne lui ont guère survécu, d'autres ont eu un destin singulier (comme le Verbe qui est « Dieu, né de Dieu », ou le terme « Trinité »).
Enfin, il s'adresse à un païen pour le moins sceptique, qui ne semble pas manifester la moindre sympathie pour les chrétiens et ce qu'il croit savoir d'eux. Face à un tel interlocuteur, Théophile choisit scrupuleusement les thèmes qu'il développe et ceux qu'il effleure à peine… voire pas du tout

### Unité et rupture
À lire le Traité à Autolycus, on peut être frappé par la sorte de rupture qui s'opère entre les livres II et III. Si les livres I et II présentent une unité de ton et de méthode, ils évoquent cependant une série inachevée : Théophile n'est pas encore venu à bout de son argumentation pour présenter le Dieu des chrétiens. Le livre III, par contre, témoigne d'une rupture dans le projet : Théophile doit faire face à de nouvelles objections de la part d'Autolycus. Soudainement, ses préoccupations ne sont plus de dire « le Dieu des chrétiens », mais de justifier les chrétiens des accusations d'immoralité et de cannibalisme, ainsi que de montrer que les textes des chrétiens sont anciens, et ne sont pas des fables. Le lien a été fait entre ce changement de présentation, et l'existence du Discours contre les chrétiens de Celse : Théophile apporterait une réfutation indirecte aux arguments du philosophe païen Celse.

### Critiques
« Théophile paraît un peu sot quand il remarque que Dieu n'est pas un architecte comme les autres, puisqu'il a commencé l'œuvre de la création par le ciel, c'est-à-dire la maison par le toit. » Cette citation de Puech reprise dans l'édition de Sources chrétiennes (p.  94, note 2) est significative du regard porté sur l'œuvre de Théophile : ce n'était pas la première fois que Théophile essuyait des reproches sévères.
D'abord, il fut accusé de confondre ses sources. Il y a déjà longtemps qu'il a été absous de cette première critique. Certes, Théophile n'est pas un érudit, et si l'on trouve effectivement dans le Traité à Autolycus des citations inexactes, des attributions douteuses, la faute doit en être cherchée dans les documents que Théophile utilisait : son dédain pour la littérature profane le démontre assez ; il n'a certainement pas lu la plupart des auteurs qu'il cite, se contentant d'utiliser des florilèges.
La question de ses exégèses, soulevée par Puech, a pris un nouvel aspect à la fin du XXe siècle : il fut mis en évidence que de nombreux éléments se trouvent en correspondance avec l'exégèse juive antique avec laquelle Théophile a été, manifestement, en étroit rapport. 
Aussi, loin d'être un naïf faisant une lecture « un peu sotte », Théophile se situe dans un mouvement intellectuel jusque récemment mal connu, aux confins du judaïsme et du christianisme.
Enfin, il lui est reproché de n'utiliser le Nouveau Testament que comme un commentaire de l'Ancien. Toutefois, il convient, une fois encore de prendre en considération les contraintes que représentaient la question de l'Incarnation du Verbe d'une part, et celle de l'antiquité des sources d'autre part. Ainsi, chaque fois qu'il le peut, Théophile fait le lien entre son explication de l'Ancien Testament et des textes du Nouveau, afin, par de petites touches, de présenter l'ensemble « Ancien et Nouveau Testament » comme une unité organique… charge à lui de présenter ensuite positivement les contenus du Nouveau Testament qu'il esquive dans un premier temps.

## Le commentaire sur l'Évangile
Il ne reste de ce commentaire qu'un fragment conservé par Jérôme dans sa lettre 121, et attribué expressément à Théophile. Il y interprète la parabole de l'Économe infidèle (Luc 16. 1-9) de manière tout à fait originale : selon lui, l'homme riche représenterait Dieu, le débiteur qui devait 100 barils d'huile signifierait les païens, celui qui devait 100 mesures de blé serait le peuple juif, quant à l'économe infidèle, il s'agirait de l'apôtre Paul.

## Postérité
Didyme l'Aveugle, Sur la Genèse, combat la thèse de Théophile selon laquelle Dieu aurait créé la terre à partir d’une matière préexistante, ce qui expliquerait l’existence du mal.
Par ailleurs, divers témoignages attestent que Théophile jouissait d'une bonne réputation dans l'Église ancienne, outre ceux d'Eusèbe de Césarée et de Jérôme de Stridon.
Lactance, dans ses Institutions Divines cite un passage de la « chronologie de Théophile » qui se trouve dans le troisième livre à Autolycus. En d'autres endroits, Lactance paraît s'inspirer plus ou moins librement de Théophile.
S'il ne cite pas expressément Théophile, Irénée de Lyon en est particulièrement proche dans une dizaine de passage.
Novatien, dans son De Trinitate, cite, sans le nommer, Théophile.
Ambroise de Milan donne la même exégèse sur le paradis.
Enfin, Jean Damascène, dans ses Sacra Parallella, cite à cinq reprises le Traité à Autolycus, parfois sous des identités erronées.

### Œuvres
- Clavis Patrum Græcorum 1107-1109.
- Trois livres à Autolycus (vers 170-177), éd. par G. Bardy, trad. J. Sender, Cerf, collection « Sources chrétiennes », vol. 20, 1948, 173 p.
- Les trois « Traités à Autolycus » de St Théophile d'Antioche, Genoude (trad.), 1838 [lire en ligne sur https://archive.org/ (page consultée le 19 avril 2011)].

### Ètudes sur Théophile d'Antioche
- P. Nautin, Revue de Théophile d'Antioche, Trois livres à Autolycus, J. Sender (trad.), coll. « Sources chrétiennes », dans Revue de l'histoire des religions, vol. 138, no 138-2, 1950, p. 248-249 [lire en ligne sur Persée (page consultée le 19 avril 2011)].
- Jean-Marie Vermander, Théophile d'Antioche contre Celse : A Autolycos III, Paris, Institut d'études augustiniennes, 1971 [lire en ligne sur I-Revues (page consultée le 19 avril 2011)].
- Nicole Zeegers, « Les trois cultures de Théophile d'Antioche », dans Joseph Doré et Bernard Pouderon, Les apologistes chrétiens et la culture grecque, Paris, Beauchesne, 1998  (ISBN 978-2-701013589) [aperçu limité sur Google livres (page consultée le 19 avril 2011)].